# Prince Louis FC
Prince Louis Football Club là một câu lạc bộ bóng đá đến từ Bujumbura, Burundi. Đội bóng được vinh dự mang tên của anh hùng độc lập Hoàng tử Louis Rwagasore.

## Danh hiệu
- Giải bóng đá ngoại hạng Burundi: 2[3]

1976, 2001
- Cúp bóng đá Burundi: 1[4]

1992

## Thành tích ở các giải đấu CAF
- Giải bóng đá vô địch các câu lạc bộ châu Phi: 1 tham gia

2002 – Vòng Sơ loại
- Cúp bóng đá Liên đoàn CAF: 1 lần tham gia

2007 – Vòng Sơ loại
- Cúp các câu lạc bộ đoạt cúp bóng đá quốc gia châu Phi: 1 lần tham gia

1993 – Vòng Hai